# Gabriel Lusquiños
Gabriel Müller Agrelo Lusquiños (Rio de Janeiro, 2 de fevereiro de 1994) é um piloto suíço-brasileiro de automobilismo. Atualmente disputa o TCR South America pela Cobra Racing Team.

## Carreira
O início de Lusquiños no automobilismo se deu através do kart indoor, aos 10 anos. A estreia em um campeonato brasileiro da categoria ocorreu em 2011, um ano antes de adquirir o primeiro kart. Em 2013, participou da Copa São Paulo Light de Kart e, na temporada seguinte, correu na F1600 Brasil. O título da Copa do Brasil de Fórmula 1600 veio em 2015.
Em 2017, o carioca disputou a Sprint Race e terminou o campeonato na quarta colocação, com 10 pódios e 3 vitórias. O destaque permitiu a ele realizar testes com o carro da Motortech Competições no Campeonato Brasileiro de Turismo (a atual Stock Light) na mesma temporada. Ainda em dezembro daquele ano, Lusquiños pôde disputar a última etapa da Turismo, em Interlagos.
Em 2018, já adaptado à Motortech Competições, o piloto assinou contrato com a equipe gaúcha e disputou a Stock Light ao lado de Gabriel Robe. Em 2019, Lusquiños mudou de equipe: passou a defender a Carlos Alves Competition, liderada pelo ex-piloto da Stock Car Carlos Alves.
Um ano depois, o carioca acertou com a W2 Racing/Crown Racing Jr. E a parceria deu certo. Logo na primeira etapa da edição de 2020 da Stock Light, em Goiânia, Lusquiños subiu ao pódio, conquistando um terceiro lugar. A conquista do primeiro lugar também não demorou para acontecer. No Velocitta, pela quarta etapa, o representante do carro 22 terminou a prova na liderança.
A boa temporada fez Lusquiños seguir na equipe em 2021, rebatizada de W2 ProGP. Conquistou o terceiro lugar na quarta e na última etapa do ano.
Em 2022, o carioca disputou seu primeiro campeonato internacional, o TCR South America, inicialmente pela Crown Racing. Ele viria mais tarde a transferir-se para a Cobra Racing Team, onde conquistou o primeiro pódio, na etapa de Buenos Aires. 

Gabriel Lusquiños ainda teria mais motivos para comemorar no fim da temporada. Em setembro, foi anunciado como piloto da Suíça no FIA Motorsport Games.

## Ligações Externas
1. Sítio Oficial